# SuriPop XVI
SuriPop XVI was een muziekfestival in Suriname in 2010.
In de voorselectie koos de jury twaalf liederen. De finale werd op 6 augustus 2010 gehouden in de Anthony Nesty Sporthal (NIS) in Paramaribo. Ornyl Malone won dit jaar de Jules Chin A Foeng-trofee met zijn lied Wan krin portreti (vertaald Een verhelderend beeld). Het werd gezongen en gearrangeerd door Cherwin Muringen. De prijzen werden uitgereikt door Assemblée-voorzitter Jennifer Geerlings-Simons.
Onder de inzendingen in de finale bevonden zich negen ballades en drie up-tempo liederen, in contrast met Surinaamse muziek die vooral uit up-tempo bestaat.

## Uitslag
De uitslag was als volgt:
1. Wan krin portreti van Ornyl Malone, gezongen door Cherwin Muringen
2. Wan bigi lobi van Harold Gessel, gezongen door Naomi Sastra
3. Mi sa sjie a tangi van Sergio Emanuelson, gezongen door Elvin Pool

## Juridisch staartje
Deze editie van SuriPop kreeg in het decennium erna nog een staartje, vanwege het door Liesbeth Peroti geleverde arrangement voor Mi sa sjie a tangi, dat daarna bewerkt werd door Ricardo Steeman en daarna uitgebracht werd als een gezamenlijk arrangement. Peroti was niet tevreden over het uiteindelijke resultaat en haar was niet om akkoord gevraagd voor de bewerking. Zij legde het dispuut in 2011 voor aan de rechter, waarna in 2019 een zeldzaam vonnis kwam over de Surinaamse Auteurswet. Peroti werd in het gelijk gesteld en een schadevergoeding toegewezen van 3.000 USD.
I (1982) · II (1983) · III (1984) · IV (1986) · V (1988) · VI (1990) · VII (1992) · VIII (1994) · IX (1996) · X (1998) · XI (2000) · XII (2002) · XIII (2004) · XIV (2006) · XV (2008) · XVI (2010) · XVII (2012) · XVIII (2014) · XIX (2016) · XX (2018) · XXI (2022) · Kerstsongeditie (2023) · XXII (2024)